# Treforest Estate
Treforest Estate (ang. Treforest Estate railway station, wal: Ystad Trefforest) – stacja kolejowa w Tonteg w hrabstwie Rhondda Cynon Taf, w Walii. Znajduje się na Merthyr Line i Rhondda Line. Jest obsługiwana przez pociągi Arriva Trains Wales. Położona jest 14 km na północny zachód od Cardiff Central.
Została otwarta przez Great Western Railway w 1942 roku.
Wiosną 2016 postawiono nowe wiaty na peronie w ramach projektu South Wales Metro.

## Połączenia
Od poniedziałku do soboty w takcie półgodzinnym kursują pociągi do Cardiff Central przez Cardiff Queen Street, a następnie do Barry Island i Bridgend przez Rhoose Cardiff International Airport. Przez Pontypridd kursuje co półgodziny pociąg na północ do Merthyr Tydfil. W niedziele stacja nie jest obsługiwana.

## Linie kolejowe
- Merthyr Line
- Rhondda Line